# 萩丘 (浜松市)
萩丘（はぎおか）は静岡県浜松市中央区の町名。現行行政地名は萩丘一丁目から萩丘五丁目。住居表示実施済み。

## 地理
浜松市中央区中心部北寄りに位置する。北端で初生町、北から東にかけて有玉西町、東から南東にかけて上島、南で幸、南西で泉、北西で小豆餅と隣接する。町域内は主に住宅地から成り、町域西辺を南北に通る国道257号、および西部を南北に縦貫するそのバイパス（住吉バイパス）と姫街道本坂通り沿いには商業施設や事業所が建ち並ぶ。この萩丘を地区名とした萩丘地区に属し、萩丘地区は中央区に属し、萩丘の全域のほか住吉一丁目-五丁目・幸一丁目-五丁目・小豆餅一丁目-四丁目・葵西一丁目-六丁目・葵東一丁目-三丁目・高丘町・高丘東・一丁目-五丁目・高丘西一丁目-四丁目・高丘北一丁目-四丁目・泉町・泉一丁目-四丁目・和合町が属する。

## 歴史
上代は引馬野の中心地であった。萩町という地名であったが、1976年に住居表示施行よって萩町の一部及び上島町の一部をもって萩丘とした。なお、萩町として残った区域も住居表示によって一年ほど後に小豆餅に変更されたため、萩町の地名は消滅した。

## 世帯数と人口
2018年（平成30年）12月1日現在の世帯数と人口は以下の通りである。
| 丁目       | 世帯数    | 人口    |
| ---------- | --------- | ------- |
| 萩丘一丁目 | 268世帯   | 531人   |
| 萩丘二丁目 | 881世帯   | 1,786人 |
| 萩丘三丁目 | 424世帯   | 957人   |
| 萩丘四丁目 | 479世帯   | 984人   |
| 萩丘五丁目 | 281世帯   | 592人   |
| 計         | 2,333世帯 | 4,850人 |

## 小・中学校の学区
市立小・中学校に通う場合、学区は以下の通りとなる。
| 丁目       | 番・番地等 | 小学校             | 中学校             |
| ---------- | ---------- | ------------------ | ------------------ |
| 萩丘一丁目 | 全域       | 浜松市立萩丘小学校 | 浜松市立高台中学校 |
| 萩丘二丁目 | 全域       | 浜松市立萩丘小学校 | 浜松市立高台中学校 |
| 萩丘三丁目 | 全域       | 浜松市立萩丘小学校 | 浜松市立高台中学校 |
| 萩丘四丁目 | 全域       | 浜松市立萩丘小学校 | 浜松市立高台中学校 |
| 萩丘五丁目 | 全域       | 浜松市立萩丘小学校 | 浜松市立高台中学校 |

## 交通

### バス
- 遠鉄バス
  - 50山の手医大線：（浜松駅 方面 - ）萩丘小学校（ - 医科大学 方面）
  - 53・56萩丘都田線：（浜松駅 方面 - ）萩丘坂上萩丘住宅（ - 半田山中／染地台三丁目／ニコエ／都田駅前 方面）

### 道路
- 住吉バイパス - 小豆餅以北は国道257号バイパスとなる。
- 国道257号（姫街道(本坂通)） - 町域西辺を南北に通る。
- 静岡県道261号磐田細江線（姫街道（本坂通）） - 町域北辺を通る。

## 施設
- 萩丘集会所
- 豊隆記念館
- 萩丘テニスクラブ
- 豊成神社
- 朏三日月稲荷

## 祭事
浜松まつりには近年になって参加した新参町である。

## その他

### 日本郵便
- 郵便番号 : 433-8121[3]（集配局：浜松北郵便局[7]）。